# Premio al mejor Baloncestista Masculino del Año de la Colonial Athletic Association
El Premio al mejor Baloncestista Masculino del Año de la Coastal Athletic Association (en inglés, Coastal Athletic Association Men's Basketball Player of the Year) es un galardón que otorga la Coastal Athletic Association al jugador de baloncesto masculino más destacado del año. El premio fue entregado por primera vez en la temporada 1983-84, cuando la conferencia era conocida como liga de baloncesto ECAC South. En 1985, la conferencia se expandió para facilitar más deportes, y se convirtió en la Colonial Athletic Association. El nombre se cambió nuevamente en 2023 a la actual Coastal Athletic Association.
El primer año, el único con doble ganador, el trofeo fue entregado a Dan Ruland de James Madison y Carlos Yates de George Mason. Dos jugadores han ganado el premio en tres ocasiones; David Robinson de Navy lo ganó en 1984, 1985 y 1986, y George Evans en 1999, 2000 y 2001 en George Mason (su primer premio en 1999 fue con 28 años y sirvió durante siete años en el Ejército de los Estados Unidos, combatiendo en Somalia, Bosnia y en la Guerra del Golfo). Steve Hood de James Madison, Odell Hodge de Old Dominion, Brett Blizzard de UNCW, Eric Maynor de Virginia Commonwealth (VCU), Jerrelle Benimon de Towson y Justin Wright-Foremanhan (Hofstra) han ganado el premio dos veces.
Hofstra es la universidad con más vencedores con ocho. George Mason cuenta con seis ganadores. Las tres victorias de Robinson en Navy fueron logradas cuando el equipo formó parte de la conferencia durante nueve temporadas. Richmond ganó tres premios antes de abandonar la conferencia en 2001. James Madison también cuenta con tres vencedores. Otros miembros originales que abandonaron la conferencia, American y East Carolina, tiene un ganador.

## Ganadores

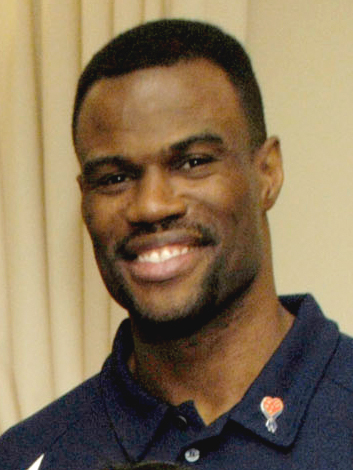
David Robinson ganó el premio en tres ocasiones en Navy.

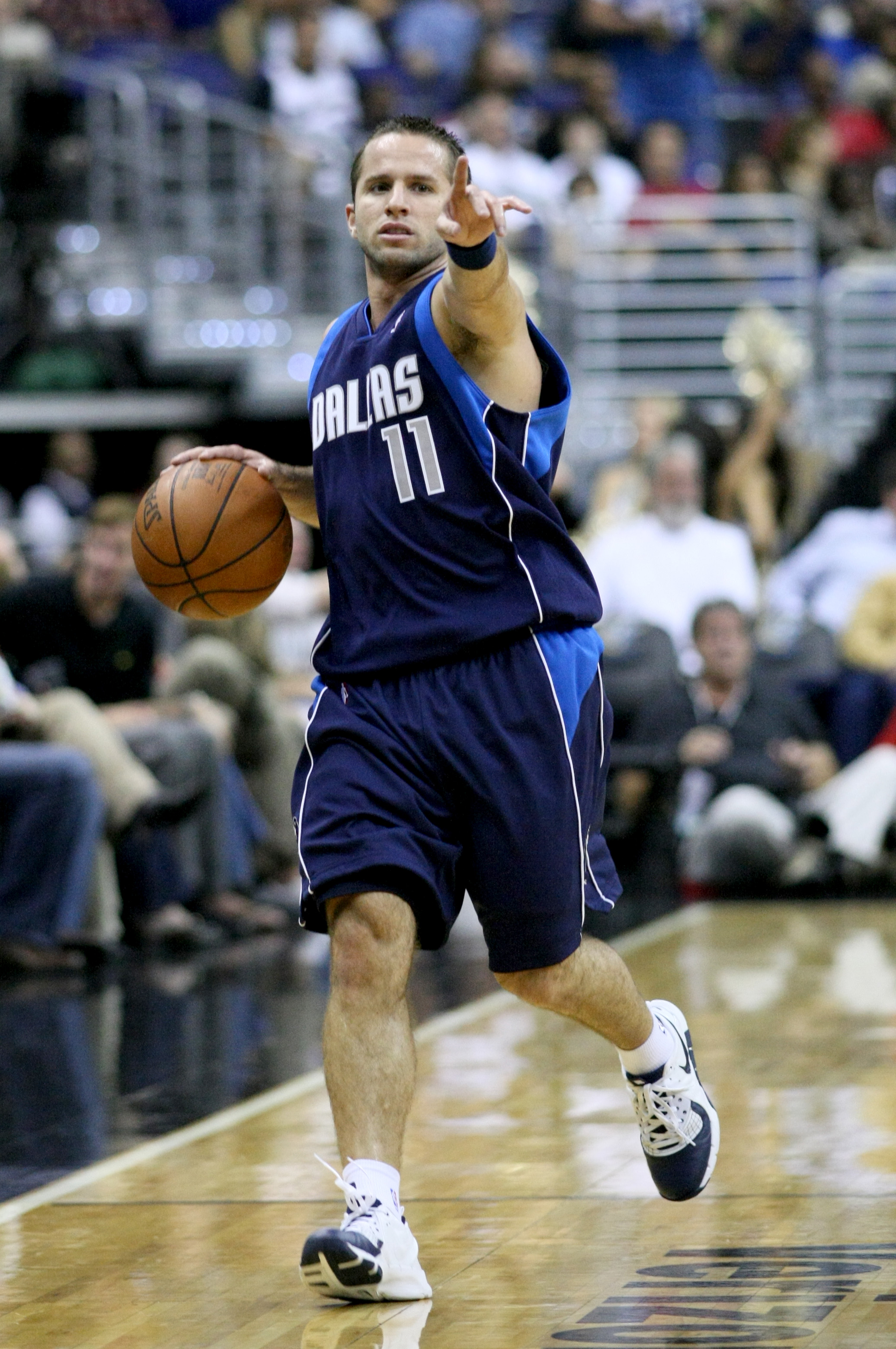
José Juan Barea es el único vencedor de Northeastern (2006).

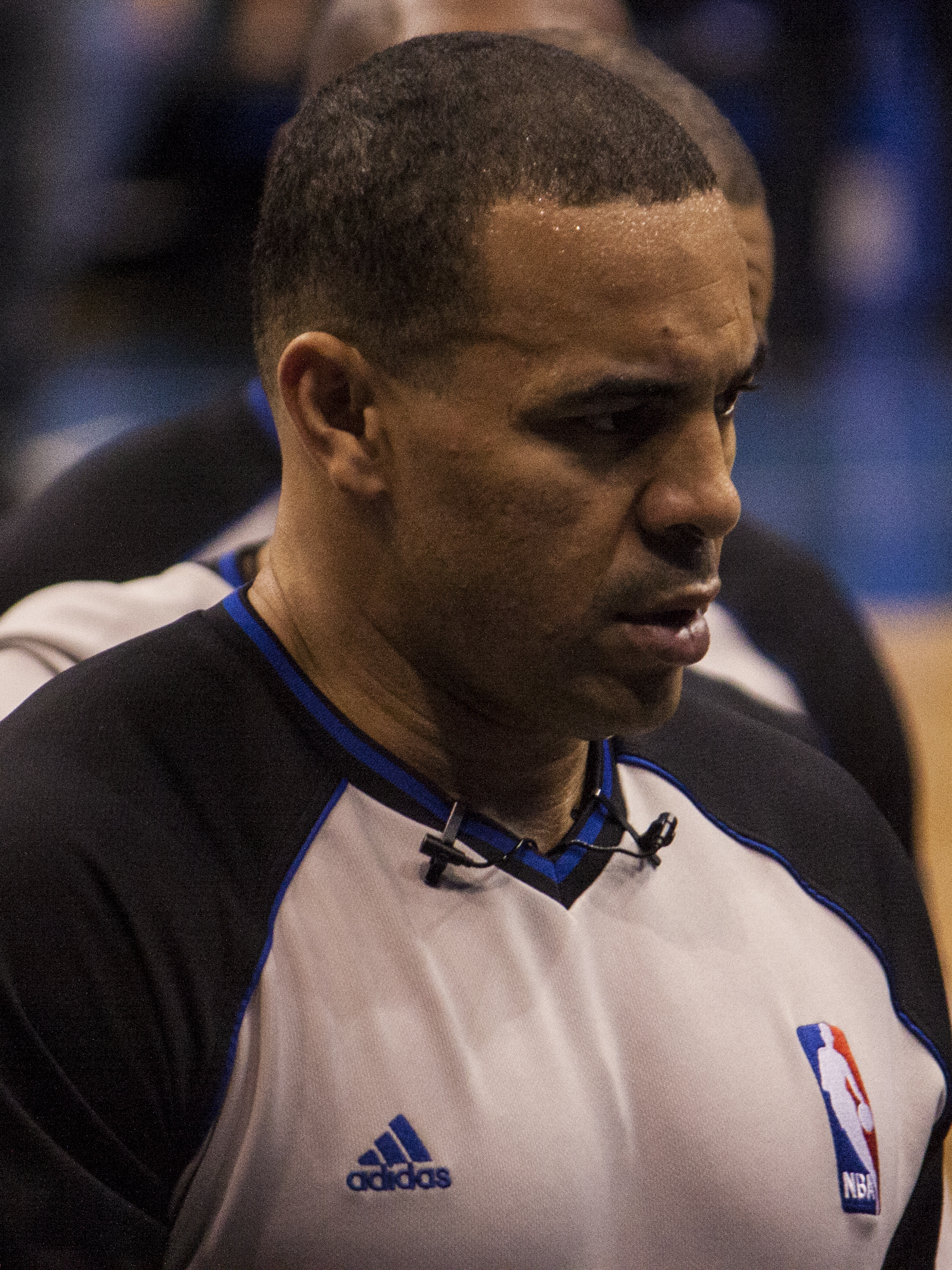
Curtis Blair, ganador en 1992.

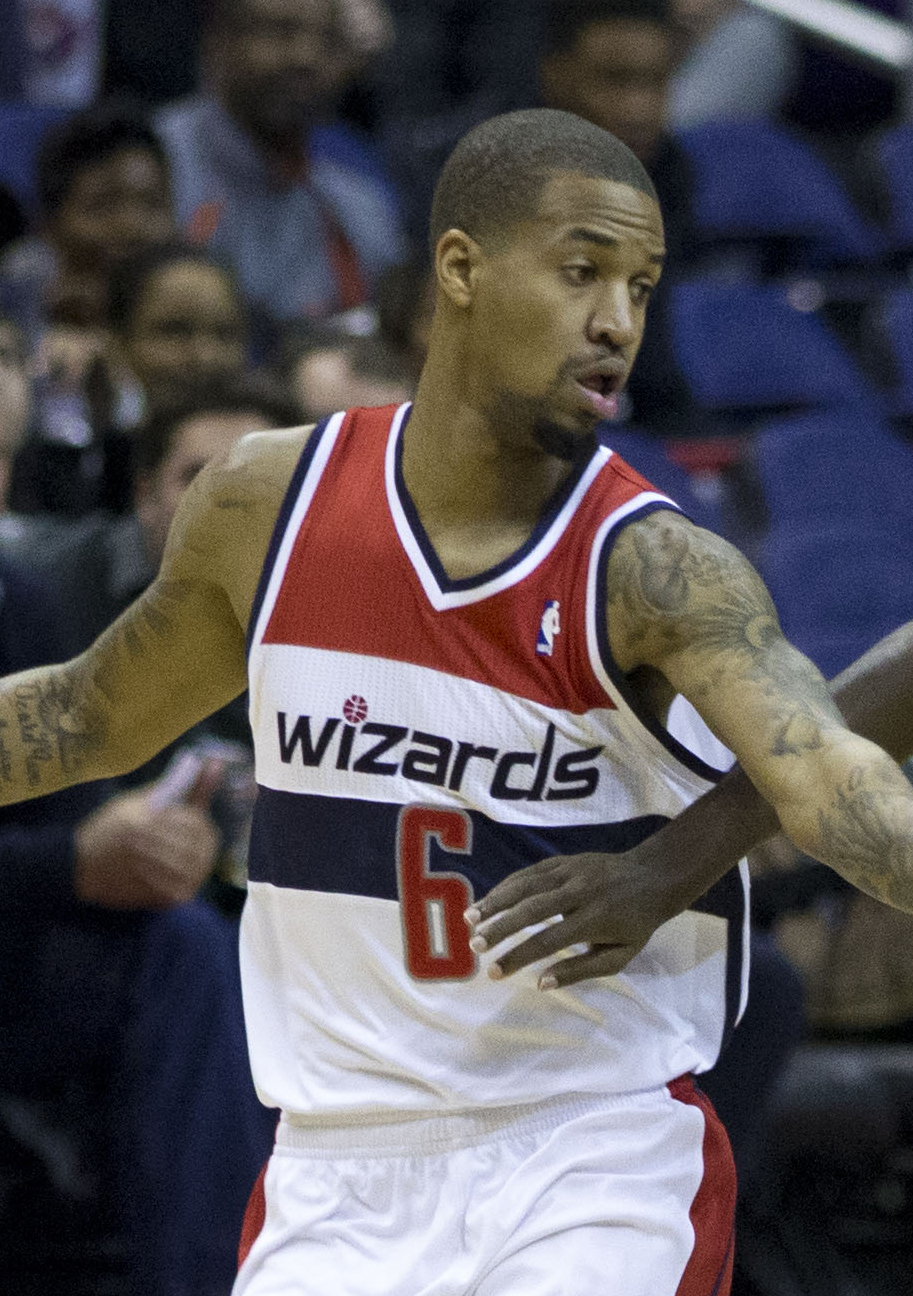
Eric Maynor, de VCU, ganador en 2008 y 2009.

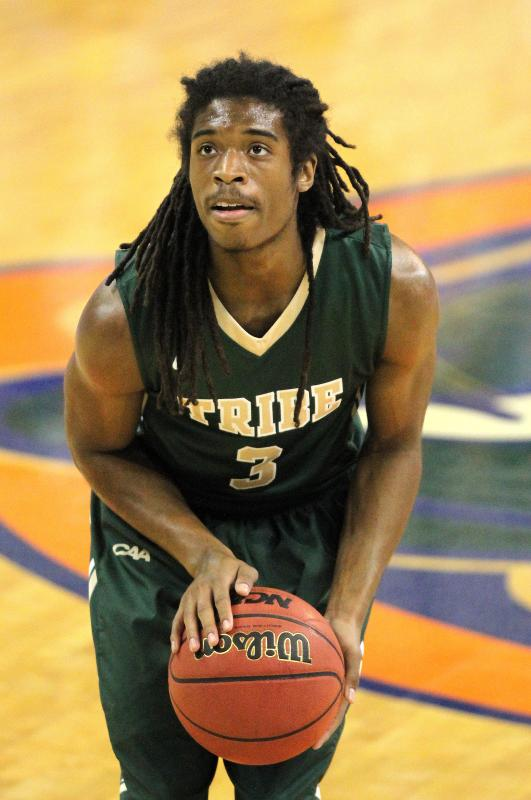
Marcus Thornton (William & Mary), ganador en 2015.

| †           | Co-Jugadores del Año                                                                                                |
| *           | Ganador del premio al mejor universitario del año: el Naismith College Player of the Year o el John R. Wooden Award |
| Jugador (X) | Denota el número de veces que ha conseguido el galardón                                                             |

| Temporada | Jugador                   | Universidad           | Posición           | Curso     | Referencia |
| --------- | ------------------------- | --------------------- | ------------------ | --------- | ---------- |
| 1982–83†  | Dan Ruland                | James Madison         | Pívot              | Senior    |            |
| 1982–83†  | Carlos Yates              | George Mason          | Alero              | Sophomore |            |
| 1983–84   | Johnny Newman             | Richmond              | Alero/Base/Escolta | Sophomore | [ 4 ]      |
| 1984–85   | David Robinson            | Navy                  | Pívot              | Sophomore | [ 5 ]      |
| 1985–86   | David Robinson (2)        | Navy                  | Pívot              | Junior    | [ 5 ]      |
| 1986–87   | David Robinson* (3)       | Navy                  | Pívot              | Senior    | [ 5 ]      |
| 1987–88   | Kenny Sanders             | George Mason          | Alero              | Junior    |            |
| 1988–89   | Blue Edwards              | East Carolina         | Alero              | Senior    | [ 6 ]      |
| 1989–90   | Steve Hood                | James Madison         | Escolta            | Junior    |            |
| 1990–91   | Steve Hood (2)            | James Madison         | Escolta            | Senior    |            |
| 1991–92   | Curtis Blair              | Richmond              | Escolta            | Senior    |            |
| 1992–93   | Brian Gilgeous            | American              | Alero/Base/Escolta | Senior    |            |
| 1993–94   | Odell Hodge               | Old Dominion          | Pívot/Alero        | Sophomore | [ 7 ]      |
| 1994–95   | Petey Sessoms             | Old Dominion          | Alero              | Senior    | [ 8 ]      |
| 1995–96   | Bernard Hopkins           | Virginia Commonwealth | Alero              | Senior    | [ 9 ]      |
| 1996–97   | Odell Hodge (2)           | Old Dominion          | Pívot/Alero        | Senior    | [ 7 ]      |
| 1997–98   | Jarod Stevenson           | Richmond              | Alero              | Senior    |            |
| 1998–99   | George Evans              | George Mason          | Pívot/Alero        | Sophomore | [ 2 ]      |
| 1999–00   | George Evans (2)          | George Mason          | Pívot/Alero        | Junior    | [ 2 ]      |
| 2000–01   | George Evans (3)          | George Mason          | Pívot/Alero        | Senior    | [ 2 ]      |
| 2001–02   | Brett Blizzard            | UNCW                  | Escolta            | Junior    | [ 10 ]     |
| 2002–03   | Brett Blizzard (2)        | UNCW                  | Escolta            | Senior    | [ 10 ]     |
| 2003–04   | Domonic Jones             | Virginia Commonwealth | Base               | Senior    | [ 11 ]     |
| 2004–05   | Alex Loughton             | Old Dominion          | Pívot/Alero        | Junior    | [ 12 ]     |
| 2005–06   | José Juan Barea           | Northeastern          | Base               | Senior    | [ 13 ]     |
| 2006–07   | Loren Stokes              | Hofstra               | Base/Escolta       | Senior    | [ 14 ]     |
| 2007–08   | Eric Maynor               | Virginia Commonwealth | Base               | Junior    | [ 15 ]     |
| 2008–09   | Eric Maynor (2)           | Virginia Commonwealth | Base               | Senior    | [ 15 ]     |
| 2009–10   | Charles Jenkins           | Hofstra               | Base               | Junior    |            |
| 2010–11   | Charles Jenkins (2)       | Hofstra               | Base               | Senior    |            |
| 2011–12   | Ryan Pearson              | George Mason          | Alero              | Senior    | [ 15 ]     |
| 2012–13   | Jerrelle Benimon          | Towson                | Ala-Pívot          | Junior    | [ 16 ]     |
| 2013–14   | Jerrelle Benimon (2)      | Towson                | Ala-Pívot          | Senior    | [ 17 ]     |
| 2014–15   | Marcus Thornton           | William & Mary        | Escolta            | Senior    | [ 18 ]     |
| 2015–16   | Juan'ya Green             | Hofstra               | Escolta            | Senior    | [ 19 ]     |
| 2016–17   | T. J. Williams            | Northeastern          | Base               | Senior    | [ 20 ]     |
| 2017–18   | Justin Wright-Foreman     | Hofstra               | Base               | Junior    | [ 21 ]     |
| 2018–19   | Justin Wright-Foreman (2) | Hofstra               | Base               | Senior    | [ 22 ]     |
| 2019–20   | Nathan Knight             | William & Mary        | Ala-Pívot          | Senior    | [ 23 ]     |
| 2020–21   | Matt Lewis                | James Madison         | Escolta            | Senior    | [ 24 ]     |
| 2021–22   | Aaron Estrada             | Hofstra               | Base / Escolta     | Junior    | [ 25 ]     |
| 2022–23   | Aaron Estrada (2)         | Hofstra               | Base / Escolta     | Senior    | [ 26 ]     |
| 2023–24   | Tyler Thomas              | Hofstra               | Escolta            | Graduado  | [ 27 ]     |
| 2024–25   | Tyler Tejada              | Towson                | Escolta            | Sophomore | [ 28 ]     |

## Ganadores por universidad
La CAA comenzó en 1982 cuando era conocida como ECAC South (hasta 1985). Los premios de la ECAC están incluidos.
| Universidad (en CAA desde)   | Premios | Años                                                 |
| ---------------------------- | ------- | ---------------------------------------------------- |
| Hofstra (2001)               | 9       | 2007, 2010, 2011, 2016, 2018, 2019, 2022, 2023, 2024 |
| George Mason (1982)          | 6       | 1983†, 1988, 1999, 2000, 2001, 2012                  |
| Old Dominion (1991)          | 4       | 1994, 1995, 1997, 2005                               |
| Virginia Commonwealth (1995) | 4       | 1996, 2004, 2008, 2009                               |
| James Madison (1982)         | 4       | 1983†, 1990, 1991, 2021                              |
| Navy (1982)                  | 3       | 1985, 1986, 1987                                     |
| Richmond (1982)              | 3       | 1984, 1992, 1998                                     |
| Towson (2001)                | 3       | 2013, 2014, 2025                                     |
| Northeastern (2005)          | 2       | 2006, 2017                                           |
| UNCW (1985)                  | 2       | 2002, 2003                                           |
| William & Mary (1982)        | 2       | 2015, 2020                                           |
| American (1984)              | 1       | 1993                                                 |
| East Carolina (1982)         | 1       | 1989                                                 |
| Charleston (2013)            | 0       | —                                                    |
| Delaware (2001)              | 0       | —                                                    |
| Drexel (2001)                | 0       | —                                                    |
| Elon (2014)                  | 0       | —                                                    |
| Georgia State (2005)         | 0       | —                                                    |
| Hampton (2022)               | 0       | –                                                    |
| Monmouth (2022)              | 0       | –                                                    |
| North Carolina A&T (2022)    | 0       | –                                                    |
| Stony Brook (2022)           | 0       | –                                                    |